# فرودگاه پیتو
 فرودگاه پیتو (به انگلیسی: Pitu Airport) (به زبان بومی: Bandar Udara Pitu) یک فرودگاه همگانی با کد یاتا OTI است که یک باند فرود آسفالت دارد و طول باند آن ۲۴۰۰ متر است. این فرودگاه در کشور اندونزی قرار دارد و در ارتفاع ۱۵ متری از سطح دریا واقع شده است.